# Nephellum dendrophila
Nephellum dendrophila är en tvåvingeart som beskrevs av Malloch 1933. Nephellum dendrophila ingår i släktet Nephellum och familjen myllflugor. Inga underarter finns listade i Catalogue of Life.